# 大学前駅 (新潟県)
大学前駅（だいがくまええき）は、かつて新潟県長岡市四郎丸に存在した、越後交通栃尾線の駅である。1973年（昭和48年）4月16日、栃尾線の区間廃線により廃駅となった。

## 駅構造
地上駅。詳しい構造は不明であるが、有効長約60ｍの荷役線があり、後述のように昭和30年代まで貨物取扱が行われていた。

## 歴史
- 1924年（大正13年）5月1日 - 栃尾鉄道による悠久山 - 長岡間開業に伴い四郎丸駅（しろうまるえき）として開業[2]。
- 1956年（昭和31年）
  - 11月20日 - 社名変更に伴い栃尾電鉄の駅となる。
  - 12月1日 - 大学前に駅名変更。
- 1960年（昭和35年）10月1日 - 越後交通の駅となる。
- 1961年（昭和36年）9月 - 浪花屋製菓、星野製菓の貨物取扱終了。
- 1973年（昭和48年）4月16日 - 栃尾線の悠久山 - 長岡間部分廃止により廃駅となる。

## 駅跡
敷地全体は分譲住宅地となり痕跡はないが、跡地の悠久山通りに面した一角に四郎丸交番が立つ。その正面より北に延びる路盤跡は遊歩道「シンボルロード」として整備され、車輪のモニュメントがある。

## 駅周辺
駅のすぐ北を悠久山通り（国道352号・国道404号）が東西に走る。当駅近傍には浪花屋製菓、星野製菓（後に合併、現・越後製菓）の工場があり、当駅から貨物発送が行われていたがトラック輸送に切り替えられ終了した。現在は両社とも他所に工場移転している。
その他、周辺施設等を以下に示す。
- 赤城神社
- 円光寺（浄土真宗本願寺派）
- 西方寺（真宗大谷派）
- 長岡警察署四郎丸交番
- 長岡市民体育館
- 長岡市民文化公園
- 長岡市立中央図書館
- 長岡市立四郎丸小学校
- 新潟大学教育学部附属長岡中学校・小学校・幼稚園
  - 新潟大学教育学部（旧・長岡女子師範学校）は1981年（昭和56年）に移転。
  - 新潟大学工学部（旧・長岡高等工業学校）は1979年（昭和54年) - 1980年（昭和55年）に移転。

## その他
- 1927年（昭和2年）、四郎丸町を起点、荒屋敷町（現・長岡市表町、平潟神社付近）を終点とする延長線(約1.8km)敷設免許が交付されたが、着工に至らず免許失効、幻に終わった。
- 直近には越後交通バス・学校町一丁目停留所が悠久山通りにあり、悠久山行き系統を含め長岡駅東口を起点とする多数の便が停車する。ただし悠久山方面のルートは路線跡からやや離れている。
- 駅周辺は線路を境界線として東側が学校町、西側が四郎丸町となっており、線路などは四郎丸側（現・四郎丸1・2丁目）に位置した。

## 隣の駅
越後交通
栃尾線（廃止）
土合口 - 大学前 -  高校前